# Partito della Libertà d'Austria
Il Partito della Libertà d'Austria (in tedesco Freiheitliche Partei Österreichs; abbreviato in FPÖ) è un partito politico austriaco descritto come di estrema destra, nazionalista, conservatore, euroscettico e di destra populista.
È spesso associato al nome di Jörg Haider, che, però, uscì dal partito nel 2005 per fondare l'Alleanza per il Futuro dell'Austria (BZÖ). Fino al 1993 il partito è stato membro dell'Internazionale Liberale in virtù delle sue radici liberal-conservatrici, ma, nel corso degli anni, la sua collocazione nello spettro politico si è spostata nell'estrema destra, subendo, per questo, la scissione dell'ala liberale, che diede vita al Forum Liberale (LIF) nel 1993, e, in seguito, di quella più moderata e tradizionale, che ha seguito Haider nel BZÖ nel 2006.

## Storia
Il FPÖ venne fondato nel 1956 come un partito pangermanista, liberale e nazionalista. Il suo immediato predecessore era stata la Federazione degli Indipendenti, che alle elezioni del 1949 aveva ottenuto il 12% dei voti. Il partito era nato dall'incontro di esponenti del Partito Rurale e del Partito Popolare della Grande Germania. Il partito si pose in alternativa sia al Partito Popolare Austriaco (ÖVP) che al Partito Socialdemocratico d'Austria (SPÖ): raccoglieva, infatti, anticlericali, liberali di destra e nazionalisti, spesso ex-sostenitori del nazionalsocialismo.
Non fu mai al governo salvo sostenere dall'esterno, tra il 1970 ed il 1971, il governo di minoranza di Bruno Kreisky. Nel 1980, prese le redini la componente liberale del partito che elesse segretario nazionale Norbert Steger, che spostò il partito su posizioni decisamente più moderate. Il partito nel 1983 giunse ad un'alleanza di governo con i Socialdemocratici. I negativi risultati alle elezioni amministrative portarono, però, il congresso convocato nel 1986 ad eleggere segretario nazionale il nazionalista Jörg Haider. Il cancelliere Franz Vranitzky sciolse il Parlamento e, dopo le elezioni, diede vita ad un'alleanza con i Popolari.

### L'epoca Haider

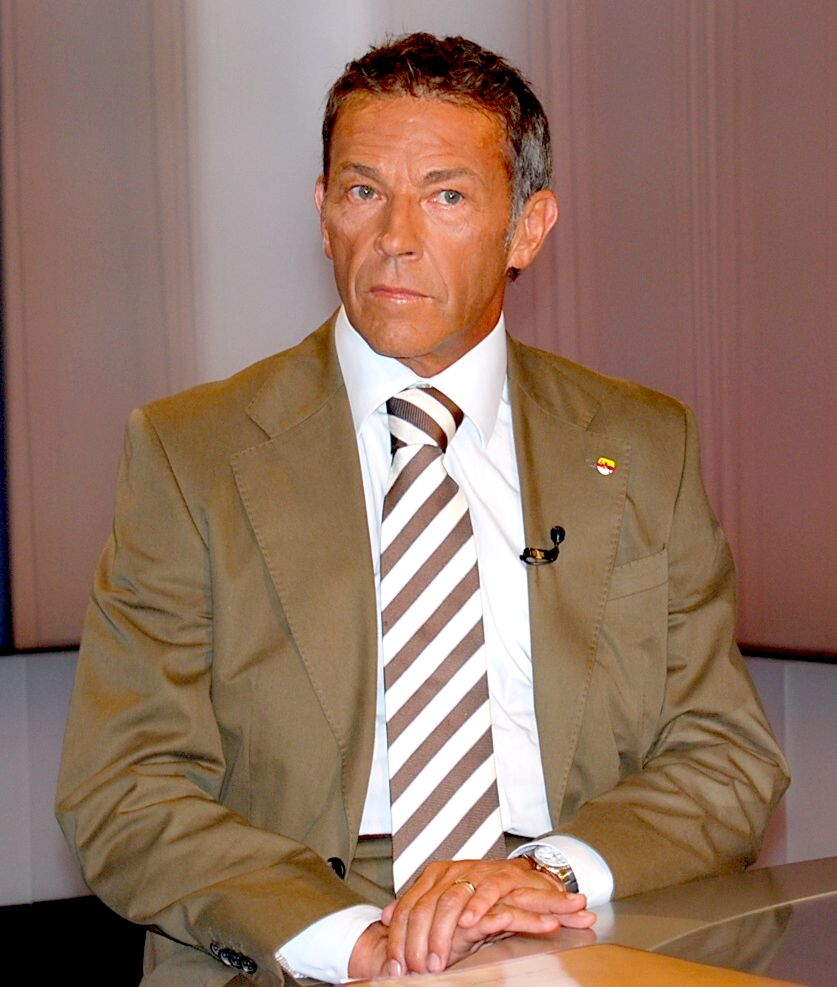
Jörg Haider, presidente del partito dal 1986 al 2000.

Haider, presidente regionale della Carinzia, aveva assunto posizioni sempre più nazionaliste ed aveva attirato i consensi della base del partito, delusa dall'alleanza con i Socialdemocratici e dalle posizioni liberali dei vertici del partito.
La campagna elettorale di Haider nel 1999 portò il partito ad ottenere il 27% dei voti e a superare - anche se di soli 400 voti - i Popolari che avevano affermato che non avrebbero ripetuto l'alleanza con i Socialdemocratici se fossero stati superati dai liberal-nazionalisti. Il FPÖ accettò di entrare a far parte di un governo guidato da Wolfgang Schüssel dell'ÖVP. L'opposizione dei Socialdemocratici e degli altri Paesi europei fu fortissima. Anche all'interno del Partito Popolare Europeo fu decisamente criticata la scelta dell'ÖVP di allearsi con il FPÖ.
Dopo pochi mesi, Haider, constatati i non brillanti risultati del partito a livello locale e per rimarcare la sua diversità rispetto al panorama politico austriaco, decise di ritornare a candidarsi alla presidenza della Carinzia, lasciando la politica nazionale. Nel frattempo il partito andava dividendosi tra sostenitori e oppositori, tra chi poneva attenzione alla matrice liberale e chi a quella nazionalista del partito.
Alle elezioni federali del 2002, FPÖ subì un vero e proprio crollo (10,1; - 17,5%), tutto a vantaggio dell'ÖVP di Schüssel che salì al 42,2%. L'ÖVP cercò di sostituire nell'alleanza di governo l'FPÖ con i Verdi, ma questi, a causa dell'opposizione della sinistra interna, rifiutarono. Pertanto, si procedette ad una riedizione dell'alleanza ÖVP-FPÖ, naturalmente con i popolari in una posizione di forza.

### Heinz Christian Strache segretario
Nell'aprile del 2005, Haider, in polemica con le posizioni eccessivamente nazionaliste assunte dal partito, fondò l'Alleanza per il Futuro dell'Austria (BZÖ), continuando a sostenere il governo di centro-destra. Il BZÖ tuttavia non riuscì a drenare molti voti se non in Carinzia, lo Stato del quale Haider era governatore dal 1999. Il nuovo leader della FPÖ, Heinz-Christian Strache, forte di un certo carisma personale, condusse il partito ancor più a destra ed è riuscito a contenere l'emorragia di consensi verso il partito di Haider.
Alle elezioni federali del 2006, il FPÖ ritornò ad incrementare i propri consensi passando dal 10% del 2002 all'11,2%. Il dato è piuttosto significativo se si tiene conto del fatto che nel 2002 il FPÖ conteneva anche il BZÖ, che nel 2006 ottenne un inaspettato 4,2%, superando, anche se di poco, la soglia di sbarramento.
Nel 2008 il partito ha ottenuto un importante successo alle elezioni federali anticipate: 17,5% dei voti e 34 seggi, che unito al 10,7% del rivale BZÖ, anch'esso in netta crescita, fa 28,2% e 55 seggi. In seguito alle elezioni si è aperto un dibattito interno ai due partiti circa una possibile riunificazione, anche se Sträche rifiutò categoricamente l'ipotesi, senza tuttavia escludere di poter collaborare al governo. Alle europee del 2009 il partito ottiene il 12,71% e 2 seggi. Alle elezioni nazionali per il rinnovo del parlamento nel 2013 il FPÖ incrementa ulteriormente i propri consensi, a discapito del BZÖ che crolla al 3,5%, aggiudicandosi il 20,55% dei voti e 40 seggi.
In vista delle elezioni europee del 2014 il leader del partito Sträche sigla un accordo con altri partiti di destra euroscettici - l'FN francese, il PVV olandese e la Lega Nord italiana - per la formazione di un unico gruppo al Parlamento Europeo. Alle europee del 2014 il FPÖ perde consensi aggiudicandosi il 19,72% ma raddoppia i propri eletti da 2 a 4. Tuttavia il progetto del gruppo unico non va in porto e il FPÖ si colloca nel gruppo dei Non iscritti; successivamente col Front National e la Lega Nord forma il Movimento per un'Europa delle Nazioni e della Libertà.
Il 24 aprile 2016 al primo turno della elezioni presidenziali il candidato del partito Norbert Hofer ha ottenuto il primo posto col 35,1% delle preferenze (1.499.971 voti) e l'accesso al ballottaggio, che vede estromessi i candidati espressi dai partiti al governo federale ÖVP e SPÖ.
Nel secondo turno il candidato Norbert Hofer viene battuto per soli 31.000 voti dal candidato sostenuto dai verdi Alexander Van der Bellen.
Tuttavia, il 1º luglio, la Corte costituzionale austriaca ha accolto il ricorso del Partito della libertà e invalidato le elezioni per irregolarità. Le nuove votazioni si sono tenute il 4 dicembre e hanno determinato la vittoria nuovamente a Van der Bellen, il quale è stato eletto nuovo Presidente austriaco.
Strache il 18 maggio 2019 rassegna le dimissioni da presidente del suo partito a causa del cosiddetto "scandalo Ibiza". A lui succede Norbert Hofer.

### Accuse di malversazione
La Procura di Vienna ha avviato un procedimento penale nei confronti di Harald Vilimsky, deputato al Parlamento europeo, in relazione ai reati di malversazione, appropriazione indebita e distrazione di fondi. Vilimsky è stato responsabile delle finanze del gruppo parlamentare del Partito della libertà austriaco (FPÖ) dal 27 ottobre 2006 al 23 ottobre 2019. Secondo l'accusa, dal 1º ottobre 2011 al 13 agosto 2019, Vilimsky avrebbe abusato del suo potere di disporre dei conti bancari appartenenti al gruppo parlamentare dell'FPÖ presso l'Assemblea nazionale austriaca, provvedendo al pagamento di fatture per servizi di telefonia mobile utilizzati da terzi a fini esclusivamente privati.

## Leader
- Anton Reinthaller (1956–1958)
- Friedrich Peter (1958–1978)
- Alexander Götz (1978–1979)
- Norbert Steger (1979–1986)
- Jörg Haider (1986–2000)
- Susanne Riess-Passer (2000–2002)
- Mathias Reichold (2002)
- Herbert Haupt (2002–2004)
- Ursula Haubner (2004–2005)
- Hilmar Kabas (2005) - ad interim
- Heinz-Christian Strache (2005–2019)
- Norbert Hofer (2019–2021)
- Herbert Kickl (2021–in carica)

## Risultati elettorali

### Elezioni parlamentari
| Anno | Voti      | %          | +/-     | Seggi    | +/-     | Status                |
| ---- | --------- | ---------- | ------- | -------- | ------- | --------------------- |
| 1949 | 489 273   | 11,7 (3.º) |         | 16 / 165 |         | Opposizione           |
| 1953 | 472 866   | 11,0 (3.º) | 0,7     | 14 / 165 | 2       | Opposizione           |
| 1956 | 283 749   | 6,5 (3.º)  | 4,5     | 6 / 165  | 8       | Opposizione           |
| 1959 | 336 110   | 7,7 (3.º)  | 1,2     | 8 / 165  | 2       | Opposizione           |
| 1962 | 313 895   | 7,0 (3.º)  | 0,7     | 8 / 165  | Stabile | Opposizione           |
| 1966 | 242 570   | 5,4 (3.º)  | 1,6     | 6 / 165  | 2       | Opposizione           |
| 1970 | 253 425   | 5,5 (3.º)  | 0,1     | 6 / 165  | Stabile | Sostegno parlamentare |
| 1971 | 286 473   | 5,5 (3.º)  | Stabile | 10 / 183 | 4       | Opposizione           |
| 1975 | 249 444   | 5,4 (3.º)  | 0,1     | 10 / 183 | Stabile | Opposizione           |
| 1979 | 286 743   | 6,1 (3.º)  | 0,7     | 11 / 183 | 1       | Opposizione           |
| 1983 | 241 789   | 5,0 (3.º)  | 1,1     | 12 / 183 | 1       | Governo               |
| 1986 | 472 205   | 9,7 (3.º)  | 4,7     | 18 / 183 | 6       | Opposizione           |
| 1990 | 782 648   | 16,6 (3.º) | 6,9     | 33 / 183 | 15      | Opposizione           |
| 1994 | 1 042 332 | 22,5 (3.º) | 5,9     | 42 / 183 | 9       | Opposizione           |
| 1995 | 1 060 377 | 21,9 (3.º) | 0,6     | 41 / 183 | 1       | Opposizione           |
| 1999 | 1 244 087 | 26,9 (2.º) | 5,0     | 52 / 183 | 11      | Governo               |
| 2002 | 491 328   | 10,0 (3.º) | 16,9    | 18 / 183 | 34      | Governo               |
| 2006 | 519 598   | 11,0 (4.º) | 1,0     | 21 / 183 | 3       | Opposizione           |
| 2008 | 857 029   | 17,5 (3.º) | 6,5     | 34 / 183 | 13      | Opposizione           |
| 2013 | 962 313   | 20,5 (3.º) | 3,0     | 40 / 183 | 6       | Opposizione           |
| 2017 | 1 310 614 | 26,0 (3.º) | 5,5     | 51 / 183 | 11      | Governo               |
| 2019 | 772 666   | 16,2 (3.º) | 9,8     | 31 / 183 | 20      | Opposizione           |
| 2024 | 1 403 497 | 28,9 (1.º) | 12,7    | 57 / 183 | 26      | Opposizione           |

### Elezioni presidenziali
| Anno | Candidato supportato        | 1º Turno                    | 1º Turno                    | 2º Turno                    | 2º Turno                    |
| Anno | Candidato supportato        | Voti                        | %                           | Voti                        | %                           |
| ---- | --------------------------- | --------------------------- | --------------------------- | --------------------------- | --------------------------- |
| 1951 | Burghard Breitner           | 662 501                     | 15,4 (3.º)                  |                             |                             |
| 1957 | Wolfgang Denk               | 2 159 604                   | 48,9 (2.º)                  |                             |                             |
| 1963 | Nessun candidato supportato | Nessun candidato supportato | Nessun candidato supportato | Nessun candidato supportato | Nessun candidato supportato |
| 1965 | Nessun candidato supportato | Nessun candidato supportato | Nessun candidato supportato | Nessun candidato supportato | Nessun candidato supportato |
| 1971 | Nessun candidato supportato | Nessun candidato supportato | Nessun candidato supportato | Nessun candidato supportato | Nessun candidato supportato |
| 1974 | Nessun candidato supportato | Nessun candidato supportato | Nessun candidato supportato | Nessun candidato supportato | Nessun candidato supportato |
| 1980 | Wilfried Gredler            | 751 400                     | 16,9 (2.º)                  |                             |                             |
| 1986 | Otto Scrinzi                | 55 724                      | 1,2 (4.º)                   |                             |                             |
| 1992 | Heide Schmidt               | 761 390                     | 16,4 (3.º)                  |                             |                             |
| 1998 | Nessun candidato supportato | Nessun candidato supportato | Nessun candidato supportato | Nessun candidato supportato | Nessun candidato supportato |
| 2004 | Nessun candidato supportato | Nessun candidato supportato | Nessun candidato supportato | Nessun candidato supportato | Nessun candidato supportato |
| 2010 | Barbara Rosenkranz          | 481 923                     | 15,2 (2.º)                  |                             |                             |
| 2016 | Norbert Hofer               | 1 499 971                   | 35,1 (1.º)                  | 2 124 661                   | 46,2 (2.º)                  |
| 2022 | Walter Rosenkranz           | 717 097                     | 17,7 (2.º)                  |                             |                             |

### Elezioni europee
| Anno | Voti      | %          | +/-  | Seggi        | +/- |
| ---- | --------- | ---------- | ---- | ------------ | --- |
| 1996 | 1 044 604 | 27,5 (3.º) |      | 6 / 21       |     |
| 1999 | 655 519   | 23,4 (3.º) | 3,1  | 5 / 21       | 1   |
| 2004 | 157 722   | 6,3 (5.º)  | 17,1 | 1 / 18       | 4   |
| 2009 | 364 207   | 12,7 (4.º) | 6,4  | 2 / 172 / 19 | 1   |
| 2014 | 556 835   | 19,7 (3.º) | 7,0  | 4 / 18       | 2   |
| 2019 | 650 114   | 17,2 (3.°) | 2,5  | 3 / 18       | 1   |
| 2024 | 893 754   | 25,4 (1.°) | 8,2  | 6 / 20       | 3   |